# Adrián Galád
Adrián Galád (* 1970) je slovenský astronom a objevitel planetek, který pracuje v Astronomické observatoři Modra.
Byl po něm pojmenován binární asteroid 32008 Adriángalád, objevený programem LINEAR.

## Objevy
Od roku 1994 působí na observatoři v Modré, kde využívá 60cm reflektor Zeiss. Svá pozorování vedl také na observatořích Las Campanas a Evropské jižní observatoři (obě se nacházejí v Chile). Svými pozorováními přispěl nejen k objevu nových planetek, ale i k určení jejich fyzikálních vlastností (např. velikost a perioda rotace).
Mezi léty 1995 a 2004 objevil či spoluobjevil 80 planetek ve spolupráci s Dušanem Kalmančokem, Alexandrem Pravdou, Jurajem Tóthem, Leonardem Kornošem, Peterem Kolénym a Štefanem Gajdošem.
Od roku 2004 je jeho výzkum financován taktéž Akademií věd České republiky.